# Little Green Men Games
Little Green Men Games (сокращённо LGM) — хорватский разработчик видеоигр, созданный в 2006 году. Отметилась созданием серии игры «Starport Gemini».

## История
Игровая студия Little Green Men Games была создана в 2006 году в Загребе, в неё входило четверо сотрудников.
Целью компании названо создание независимых игр, основанных на последних технологиях, и расширение команды разработчиков для выполнения более сложных проектов. LGM также занимается разработкой программного обеспечения для использования виртуальной реальности, вроде Oculus Rift.
В 2007 году началась разработка компьютерной игры в жанре космического тактического RPG Starpoint Gemini, вышедшей в декабре 2010 года.
Во второй половине 2011 года стартовала разработка Starpoint Gemini 2. В сентябре 2013 года игра попала в Steam Early Access, окончательный релиз состоялся в сентябре 2014 года.
В 2014 компания выиграла премию Reboot Develop за лучший региональный инди проект года.
В апреле 2016 года в Steam Early Access вышла Starpoint Gemini Warlords, официальные продажи которой стартовали в мае 2017 года.

## Игры
- Starpoint Gemini (2010)
  - Starpoint Gemini: Timebreach
- Starpoint Gemini 2 (2014)
  - Starpoint Gemini 2: Secrets of Aethera
  - Starpoint Gemini 2: Origins
  - Starpoint Gemini 2: Titans
- Starpoint Gemini Warlords (2017)